# Peperga
Peperga (330 km²; 85 abitanti ca.) in dialetto frisone occidentale Pepergea è un piccolo villaggio nella municipalità di Weststellingwerf, nella provincia olandese della Frisia. Peperga è nota per essere il villaggio natale di Peter Stuyvesant, l'ultimo Governatore dei Nuovi Paesi Bassi della colonia olandese dei Nuovi Paesi Bassi. La chiesa parrocchiale, completata nel 1810, fu inizialmente dedicata a San Nicola, ma è ora dedicata allo stesso Stuyvesant.

## Geografia
Nel censo del 2017 contava appena 85 abitanti, residenti in 35 abitazioni. Il villaggio è collocato lungo la A32 tra Wolvega e Steenwijk con un collegamento di trasporti pubblici con i villaggi confinanti di Steggerda e De Blesse.

## Storia
Il villaggio risale al medioevo ed è registrato come parrocchia sin dal 1328, il villaggio è citato in un documento del XVII secolo copia di un documento più antico risalente al 1399 nel quale si parla di Pepergae, dove peper è un termine in frisone che indica il tipo di territorio pantanoso su cui è edificato il villaggio. Peperga ed il vicino villaggio di Blesdijke vennero saccheggiati e distrutti dalle truppe del vescovo di Strasburgo Frederick di Blankenheim nel conflitto del 1413 per l'indipendenza dell'area di Weststellingwerf. Il terreno su cui era stato edificato il villaggio era così acquitrinoso che prima del 1660 venne spostato di circa un chilometro dalla sua sede originaria.
Peperga è segnata nell'atlante del 1716 di Bernardus Schotanus à Sterringa come un villaggio strada con edifici unicamente sul lato nord della strada, tranne la chiesa parrocchiale edificata sul lato sud. In un atlante del 1850 di Wopke Eekhoff sono evidenziati i pascoli del villaggio scavati nella torba. La costruzione di una strada provinciale tra Leeuwarden e Zwolle nel 1828 diede la spinta per la costruzione di un nuovo villaggio a ovest di Peperga, dal nome De Blesse.